# ルチアーノ・トリスタイノ
ルチアーノ・トリスタイノ（Luciano Tristaino, 1969年 - ）は、イタリア、ペルージャ生まれのフルート奏者。

## 来歴
ペルージャの国立音楽院でM.アンチロッティに師事した。卒業後はスイスのルガーノ音楽院に留学した。またこの時期にアンドラーシュ・アドリアン、オーレル・ニコレ、ミシェル・デボスト、ジャン＝ピエール・ランパル、ペーター・ルーカス・グラーフ、パトリック・ガロワのマスターコースに参加した。同時期には様々なコンクールに参加し優勝した（1989年Palmi、1989年Terranova Bracciolini、1990年Opora等）。
1991年からイタリア若手オーケストラに入団し、イタリアとドイツ各地のツアーに参加。
1994年にはベルリン・フィルハーモニー管弦楽団のカラヤン・アカデミー・オーディションにおいてファイナリストになる。
1994年から1996年にかけて、オランダのハーグ音楽院でRien de Reedeとフリースタディコースを学ぶ。
トリスタイノはイタリアを中心に、スイス、スペイン、ドイツ、オランダ、ルーマニア、ハンガリー、オーストラリア、そして米国などで精力的にコンサート活動を行っている。
代表的なコンサート活動ホールはスイスラジオ局、メルボルンのオーディオトリウム、パレルモのマッシモ劇場、ルーマニアのOdadea劇場、Debrecenno Ferenc Lisztオーディオトリウム、フィレンツェのペルゴラ劇場、ローマ歌劇場など。
スイス放送管弦楽団、ルーマニア国立オーケストラ、ペルージャ交響楽団、ハンガリー・デブレツェン・フィルハーモニー管弦楽団などにソリストとして招かれ、ソロ演奏をした。

## 音楽活動
イタリア国営放送（RAI）やオーストラリア国政放送局（ABC）、スイス・イタリア語放送（RTSO）などにおいて、レコーディング活動を行っている。
現代音楽への関心も深く、現代音楽作曲家がトリスタイノに書き下した作品も多い。クラシック音楽と現代音楽のはさまで活動するEnsamble Nuovo Contrappuntoにも参加している。ここではIvan Fedele、Luca Lombardi、Azio Corghi、Fabio Vacchi、Mario Stroppa、Giacomo Manzoni、Luciano Berio、Adriano Guarnieri、Salvatore Sciarrino、Michele Dall’Ongaroなどの作曲家がコラボレーションしている。
ドイツのギタリストGisbert Watty、クラリネット奏者Marcello BonacchelliとともにトリオAltrove 1.3を結成し、イタリア国営放送局やオーストラリア国政放送局において演奏活動をしたり、CD録音をしている。
現在、トスカーナ州シエナR.Franci音楽院教授。また、フィエーゾレ音楽学校でも教えている。イタリア国内外で夏期集中マスターコースを開催。

## ディスコグラフィー（CD）
- 1993 Goffredo Petrassi: Dialogo Angelico, KOCH-SCHWANN 3-1524-2
- 2000 S.Sciarrino: Aspern Suite, ARTS 47591-2
- 2001 Tuchfulung AA.VV., ARS PUBLICA 142-009-2
- 2003 Thomas Reiner: Hard Chamber, MOVE md3280
- 2005 Massimo Lauricella: E tu in triste ombra, Flute suite, UM Unio'Musics dc96
- 2005 “Kappa” trio altrove 1.3, MOVE  md3313
- 2005 Boccherini: Sestetto op.16 n.1, DISCOTECA DI STATO, Roma
- 2006 Ralph Towner, My secret Garden (Adriano Sebastiani), DYNAMIC cds511
- 2007 De Falla, Ensemble Nuovo Contrappunto, AMADEUS 207-2
- 2007 Fabrizio de Rossi Re, Venus song, RAI TRADE, rtc018
- 2008 Debussy, Prelude a l’apres-midi d’un faune, AMADEUS 226-2
- 2009 Trio Ludial AA.VV., RARA RECORDS phm090302tl

## 子どものための童話音楽
- 2004 “Il Gigante Tristetenebra nel deserto delle farfalle”, BIBL.SANTA CROCE
- 2005 “Aprititerra e il mercato dei sogni”, Ed. FATATRAC